# Aeródromo Ñadis
El Aeródromo Ñadis (OACI: SCND), es un terminal aéreo ubicado cerca de Los Ñadis, Provincia Capitán Prat, Región de Aysén, Chile. Este aeródromo es de carácter público.